# Глобус (театр)

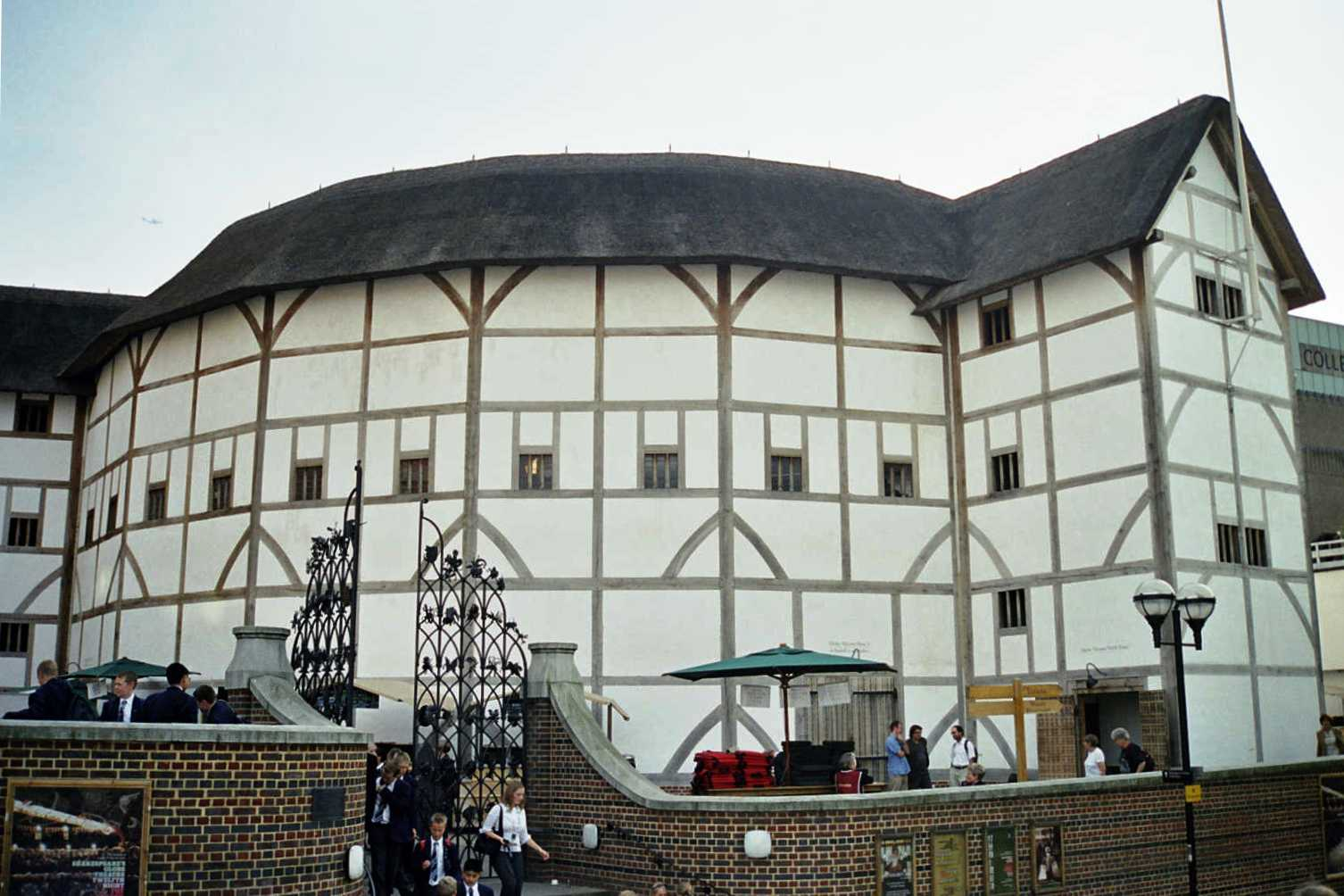
Театр «Глобус». Здание, воссозданное в 1997 году, вид снаружи

Название театра «Глобус» (англ. The Globe [Theatre]), как правило, связывают с одним из трёх театров в Лондоне:
1. Первоначальный театр «Глобус», построенный в 1599 году на средства труппы актёров «Слуги лорда-камергера», к которой принадлежал и Шекспир, и уничтоженный в результате пожара 29 июня 1613 года.
2. Театр «Глобус», который был восстановлен в июне 1614 года (когда Шекспир уже уехал из Лондона в Стратфорд) и просуществовал до 1642 года.
3. Современное (воссозданное по описаниям и найденным при раскопках остаткам фундамента) здание театра «Глобус» открыто в 1997 году. Здание восстановлено на расстоянии около 200 метров от места первоначального расположения театра.

В театре до 1642 года играла труппа «Слуги лорда-камергера», возглавляемая трагиком Ричардом Бёрбеджем. Здесь впервые были поставлены многие произведения Шекспира.

## Первый «Глобус» времён Шекспира

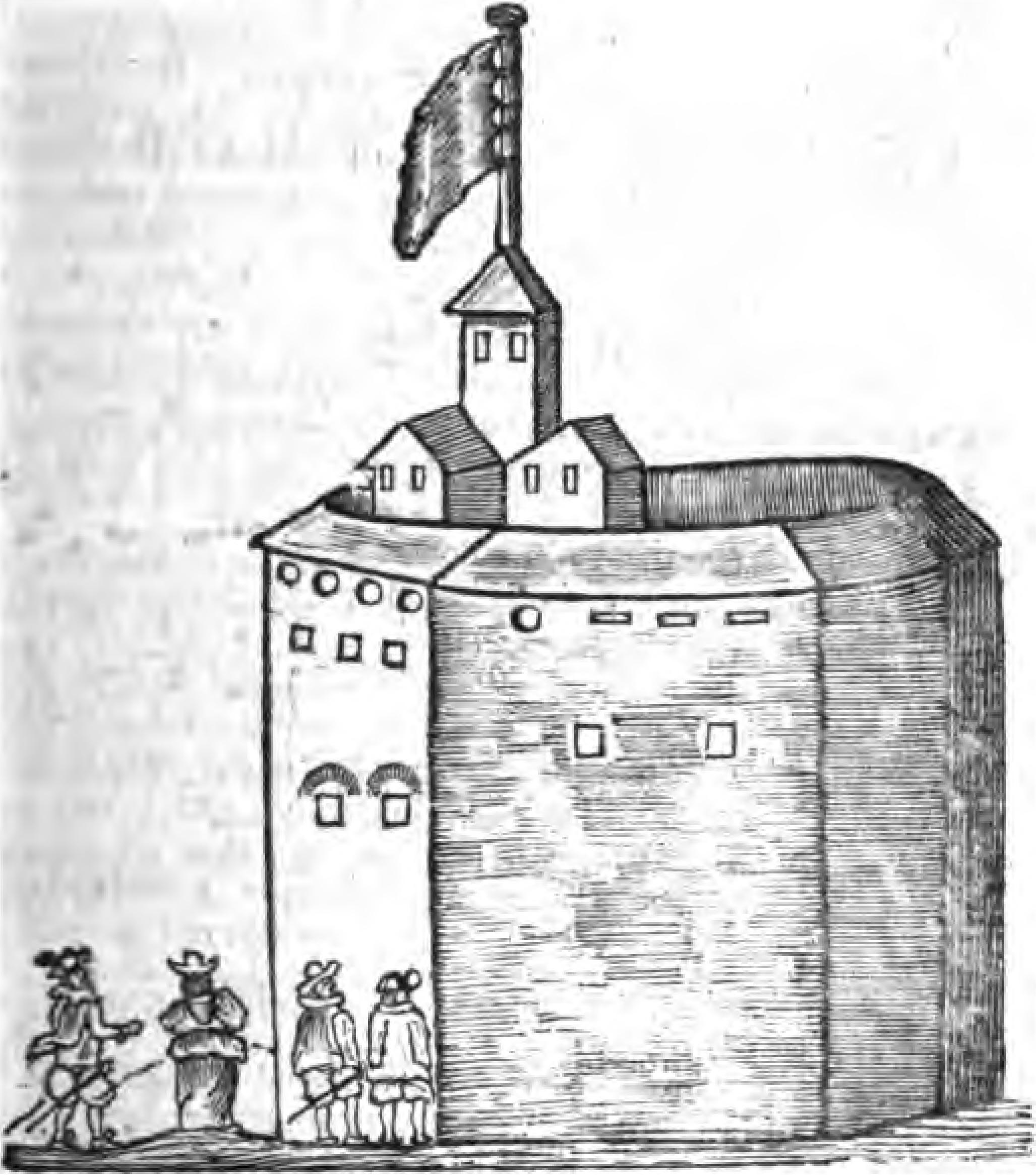
Театр «Глобус». Рис. Вацлава Холлара (1647)

«Глобус» был собственностью многих актёров, которые (за исключением одного) были также акционерами Lord Chamberlain’s Men. Двое из шести акционеров «Глобуса», Ричард Бёрбедж и его брат Кутберт Бёрбедж, были собственниками двойного количества долей акций по 25 % каждый. Другие четыре актёра, Шекспир, Джон Хэмингс, Августин Филипс и Томас Поуп, обладали одинарными долями по 12,5 %. (Первоначально Уильям Кемп намеревался быть седьмым партнёром, но он продал свою долю четырём миноритарным акционерам, оставив им больше, чем первоначально запланированные 10 %). Эти начальные пропорции изменились со временем, когда присоединились новые акционеры. Доля Шекспира в течение его профессиональной деятельности уменьшилась с 1/8 до 1/14, или приблизительно до 8 %.
«Глобус» был построен в 1599 году с использованием деревянных конструкций более раннего театра (первого общедоступного лондонского театра), называвшегося просто «Театр», который был построен отцом Ричарда Бёрбеджа, Джеймсом Бёрбеджем, в Шордиче в 1576 году. Бёрбеджи первоначально арендовали место, на котором был построен «Театр», на 21 год. В 1598 году владелец земли, на которой располагался «Театр», повысил арендную плату. Бёрбеджи демонтировали «Театр» балку за балкой и перевезли его к Темзе, и там он был собран вновь уже как «Глобус».
В июне 1613 года театр «Глобус» сгорел во время спектакля «Генрих VIII». Театральная пушка, которая должна была выстрелить во время представления, дала осечку, воспламенила деревянные балки и крышу из соломы. Согласно одному из уцелевших описаний этого события, никто не пострадал, за исключением одного зрителя, который потушил загоревшиеся на нём короткие брюки (кюлоты) бутылкой эля.

## Второй «Глобус». Раскопки
Как и все другие театры в Лондоне, «Глобус», восстановленный после пожара в 1613 году, был закрыт в 1642 году пуританами. Через два года он был снесён, чтобы подготовить место для строительства доходных домов. Его точное местоположение оставалось неизвестным до тех пор, пока в 1989 году остатки его основания не были обнаружены под автостоянкой «Anchor Terrace» на Парк-Стрит (контур фундамента повторён на поверхности автостоянки). Под Anchor Terrace могут быть и другие остатки театра, но терраса XVIII века внесена в список исторических ценностей и, следовательно, не может быть исследована археологами.

## Планировка «Глобуса»

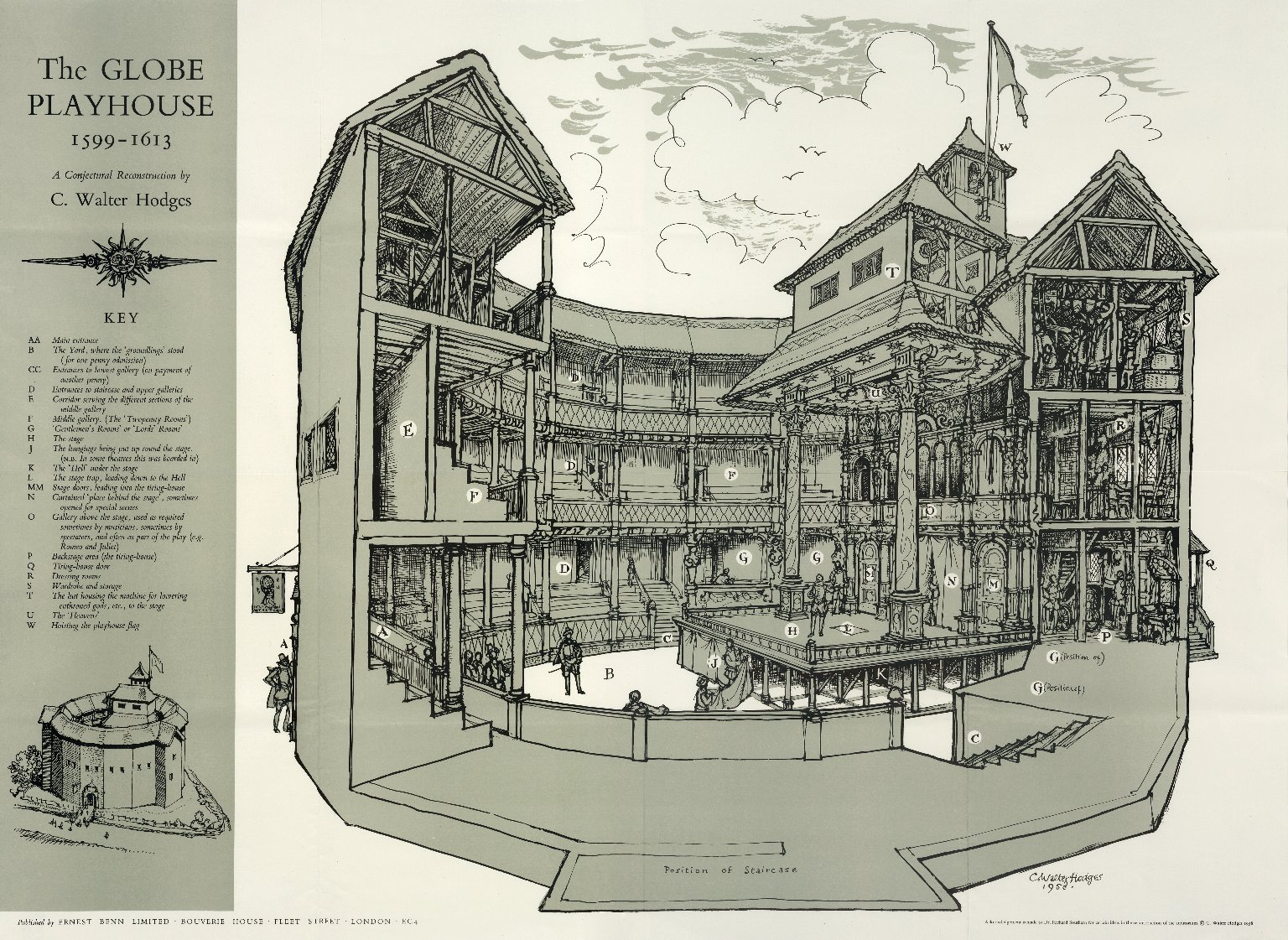
Реконструкция театра «Глобус» на основе археологических и документальных свидетельств, Уолтер Ходжес

Действительные размеры «Глобуса» неизвестны, но его план может быть почти точно восстановлен на основе научных исследований, проведённых за последние два столетия. Эти данные говорят о том, что это был трёхъярусный, открытый, обнесённый высокой стеной амфитеатр диаметром от 97 до 102 футов (29,6-31,1 м), который мог вместить до 3000 зрителей. На эскизе и на «Длинном пейзаже» Лондона Вацлава Холлара (1647) «Глобус» показан в виде круглого здания c башнями. В 1989 году фундаменты «Глобуса» были раскопаны. Обнаруженные фрагменты фундамента внешней стены и одной из башен (отсутствовавшей у Холлара) подтвердили гипотезу о том, что театр был в плане не круглым, но двадцати- либо восемнадцатигранным.
Прямоугольник сцены, также известный как «авансцена», выдвинут в середину открытого двора. Сцена имела размеры приблизительно 43 фута в ширину (13,1 м), 27 футов в глубину и была поднята почти на 5 футов (1,52 м) от земли. На этой сцене был люк, который использовали исполнители для того, чтобы выходить из подвального помещения под сценой. Могли быть и другие люки вокруг сцены. Сцена театра не имела занавеса.
По внутренней стороне стены театра шли ложи для аристократии. Над ними помещены были галереи для зажиточных горожан. Всего было три уровня сидячих мест. Отдельные привилегированные зрители находились прямо на сцене. У основания сцены была площадка — «яма» или «двор» (по аналогии с народным театром, игравшим на постоялых дворах), где за 1 пенни люди («граундлинги» — невзыскательные зрители) могли  видеть представление стоя. Граундлинги во время представления ели лесные орехи — во время раскопок «Глобуса» было найдено много ореховой шелухи, сохранившейся в грязи, — или апельсины. Удобства ограничивались табуретами для наиболее богатых зрителей. Туалетов предусмотрено не было, и нужду зрители справляли прямо в зрительном зале. Это, впрочем, не шло вразрез с царившими тогда нравами.
Огромные колонны по сторонам сцены поддерживали крышу над тыльной частью сцены.
Потолок под этой крышей назывался «небесами» и мог быть разрисован небом с облаками. Люк в «небесах» давал возможность исполнителям «спускаться с неба» (deus ex machina), используя некое приспособление из верёвок и канатов.
Задняя стена сцены имела две или три двери на основном уровне с занавешенной внутренней сценой и балконом над ней. Эти двери вели за кулисы, где актёры одевались и ожидали свой выход. Балкон вмещал музыкантов, а также мог быть использован для сцен, требующих использования верхнего пространства, такой, например, как сцена на балконе из «Ромео и Джульетты».
Спектакли в театре шли при свете дня, без антрактов и с минимумом декораций (см. театральная техника в эпоху Шекспира).

## Название и девиз
Долгое время считалось, что название «Глобус» — аллюзия на изречение Петрония «Mundus universus exercet histrionem» («Весь мир лицедействует» или, в наиболее популярном варианте, «Весь мир — театр»), которое было принято девизом театра. Этот факт впервые приводит Уильям Олдис, ранний биограф Шекспира, потом его повторил Джордж Стивенс, однако сейчас это многими считается недостоверным. В пьесе «Венецианский купец» (акт 1, сцена 1) есть парафраз «… the world <is> a stage, where every man must play a part;..» («…мир — сцена, где всякий свою роль играть обязан;..»).

## Современный «Глобус»

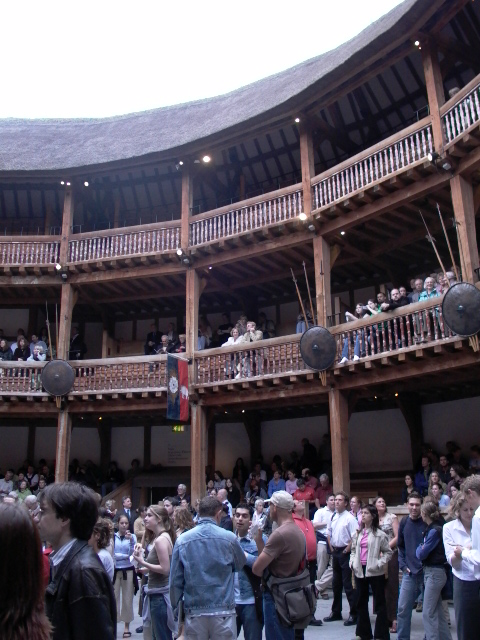
Галереи «Глобуса» и зрители на стоячих местах

По настойчивой просьбе американского актёра и режиссёра Сэма Уонамэйкера новый театр «Глобус» был построен по плану елизаветинского времени. В состав команды проекта по воссозданию театра входили Тео Кросби из Pentagram, как архитектор, Бьюр Хаппольд, как строительный инженер и инженер сервисных служб, и фирма Boyden & Co, как инспектор по строительству. Консультантом проекта был шекспировед профессор Эндрю Герр. Строительство взяла на себя фирма McCurdy & Co. Открытие состоялось в 1997 году под названием «Шекспировский театр „Глобус“». Сейчас показ спектаклей идёт каждое лето (с мая по октябрь). Первым художественным руководителем современного театра «Глобус» в 1995 году был назначен оскароносный актёр Марк Райлэнс. В 2006 году Доминик Дромгул сменил его на этом посту.
Новый театр на Бэнксайд находится почти в 225 ярдах (205 м) от первоначального местонахождения, считая от центра старого театра до центра нового.
Это было первое здание с соломенной крышей, разрешённое для строительства в Лондоне со времени Великого пожара в 1666 году.
Как и первый «Глобус», сегодняшний театр имеет выступающую сцену, которая выдаётся в огромный круглый двор, окружённый сидячими местами на трёх круто наклонённых ярусах. Семьсот билетов на стоячие места, где не позволяется сидеть, во дворе доступны на каждом представлении по 5 фунтов каждый. Единственная закрытая крышей часть амфитеатра — это сцена и более дорогие сидячие места. Зимой, когда театральный сезон закрыт, театр используется для образовательных целей. Экскурсии проводятся круглый год.
При воссоздании здания театра стремились получить максимально приближенную к оригиналу копию. Этому способствовало обнаружение остатков первоначального театра «Глобус», которые повлияли на окончательные планы и решение о расположении нового здания. Модернизация театра включает в себя установку осветительного оборудования (спектакли во времена Шекспира проводились днём), разбрызгивателей на крыше для защиты от огня, и то, что театр частично соединён с современным фойе, центром посетителей и добавочной закулисной территорией для поддержки проведения представлений. Согласно правилам техники безопасности, на спектакле могут присутствовать не более 1300 человек, что составляет менее половины от тех 3000 зрителей, которых, как считается, мог вместить театр во времена Шекспира.

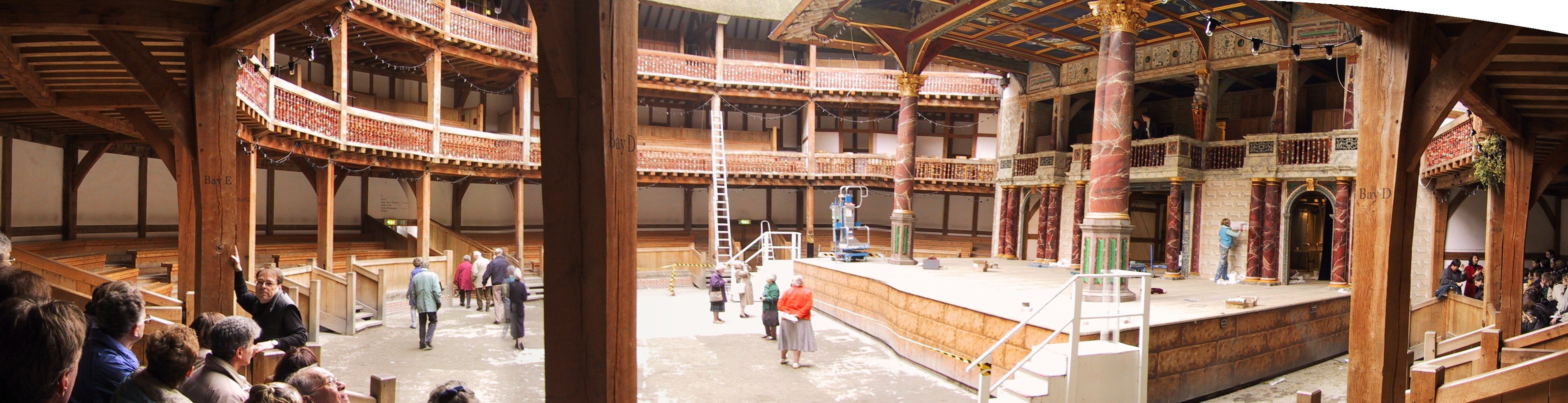
Панорама современного театра «Глобус»

## Копии театра в других странах
Большое количество копий и вольных интерпретаций «Глобуса» построено по всему миру:

### США
1. Ашленд, Орегон, OSF Elizabethan Theatre, построен в 1935, перестроен в 1947 и 1959 г.;
2. Сан-Диего, Калифорния, Старый театр «Глобус», построен в 1935 г.;
3. Сидар-Сити, Юта, Adams Shakespearean Theatre;
4. Чикаго, Иллинойс, Чикагский Шекспировский театр на Navygator Pier построен в 1999 г.;
5. Одесса, Техас, Старый театр «Глобус», построен в 1936 г.;
6. Уильямсберг, Виргиния, театр «Глобус», построен в 1975 г.

### Германия
1. Нойс, Globe Neuss построен в 1991 г.;
2. Руст (Баден), Europa-Park построен в 2000 г.;
3. Швебиш-Халль, Баден-Вюртемберг.

### Италия
1. Рим, театр «Глобус» имени Сильвано Тоти, построен в 2003 г.

### Польша
1. Гданьск, Гданьский Шекспировский театр, открыт в 2014 г.

### Россия
1. Москва, Зал «Глобус», театр Школа драматического искусства;
2. Новосибирск, «Глобус», академический молодёжный театр, построен в 1984 г., носит имя «Глобус» с 1993 г.

Австралия
1. Винчелси, Globe Theatre, построен в 1926 г.

## В культуре
В своей книге «Мост через бездну» искусствовед Паола Волкова рассуждает о том, что театр «Глобус» обладает сходством со Стоунхенджем, а его архитектором мог быть Джон Ди.